# Parvancorina
Genre
Espèces de rang inférieur
- † P. minchami Glaessner, 1958 (espèce type)
- † P. sagitta Ivantsov, 2004

Parvancorina est un genre éteint de petits animaux benthiques en forme de bouclier, à symétrie bilatérale, qui vivaient à la fin de l'Édiacarien, il y a environ entre 565 et 540 Ma (millions d'années). Il possède quelques similitudes avec des arthropodes du Cambrien.

## Étymologie
Le nom de genre provient du mot composé à partir du latin « parva ancora » (petite ancre).
Le nom de l'espèce type, P. minchami, honore H. Mincham, qui a découvert ces fossiles en Australie-Méridionale en 1957.
Le nom d'espèce de P. sagitta  indique, à partir du mot latin « sagitta » (flèche), la forme du fossile.

## Répartition géographique

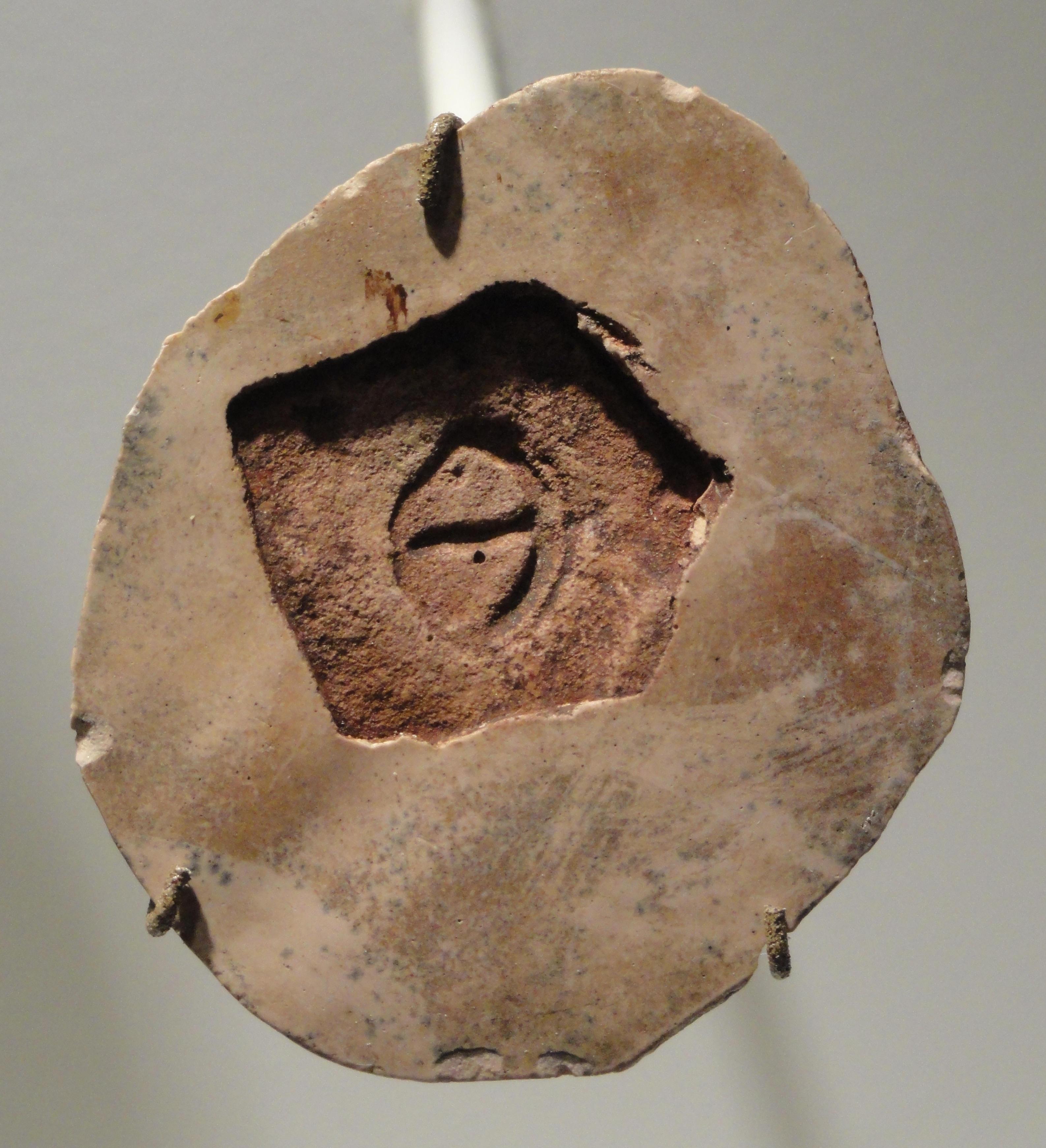
Spécimen de Parvancorina minchami provenant des collines Ediacara, en Australie-Méridionale, exposé au musée des sciences naturelles de Houston.

Les fossiles de P. minchani, l'espèce type, ont été découverts en premier dans le Membre Ediacara des quartzites de Rawnslay, dans la chaîne de Flinders, en Australie-Méridionale. Cette espèce est également connue dans les dépôts des formations Verkhovka, Zimnegory et Yorga autour de la mer Blanche, dans l'oblast d'Arkhangelsk en Russie. Par ailleurs, des fossiles similaires de Parvancorina sp., mal conservés, ont été trouvés dans la Formation de Lyamtsa située dans cette région de la Russie.
L'espèce P. sagitta a été trouvée dans la Formation de Verkhovka, sur la rivière Solza, dans la région de la mer Blanche.

## Description

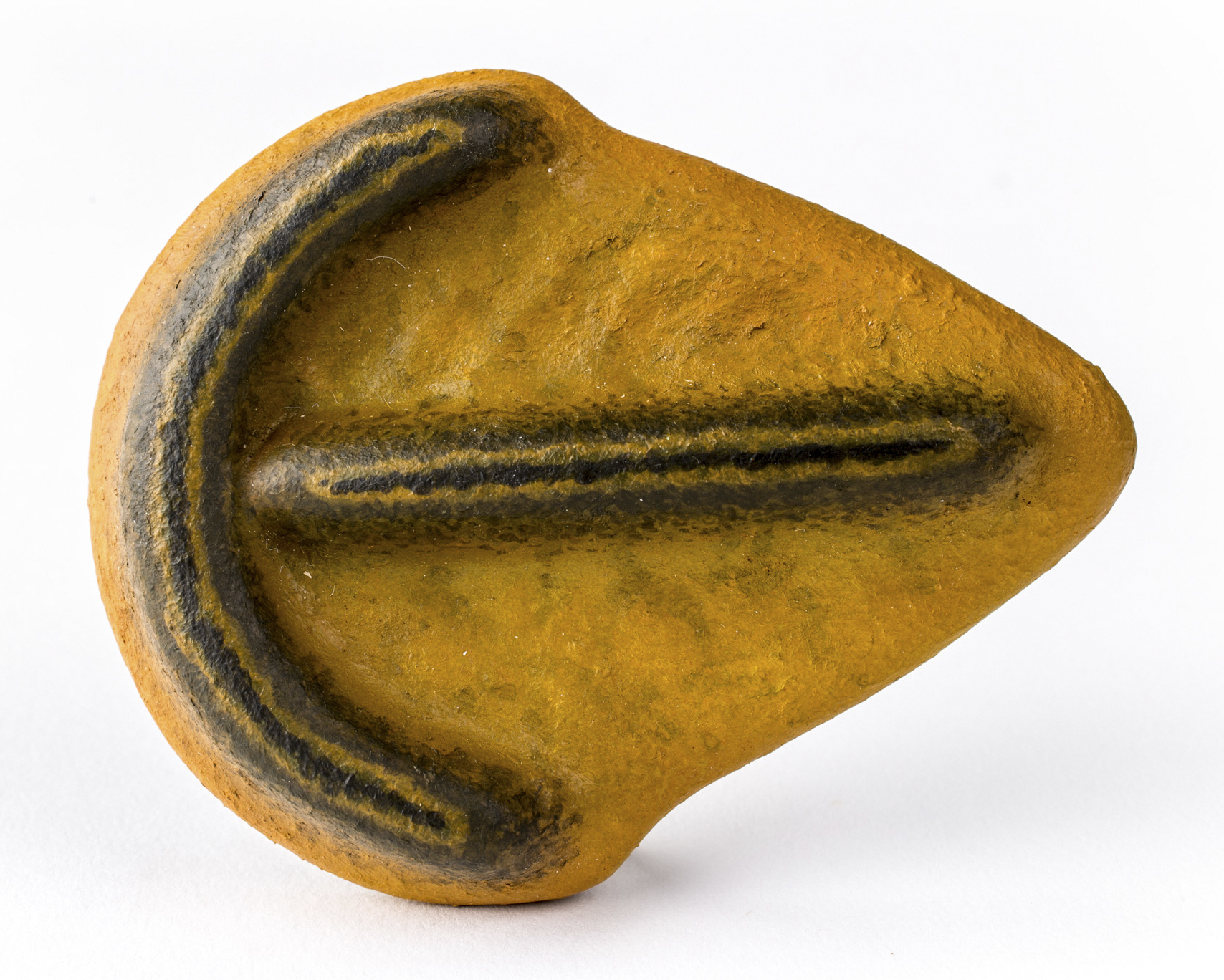
Restauration en 3D de Parvancorina minchami au musée des sciences naturelles de Trente.

P. minchami d'Australie (diamètre de la pièce : 2 cm).

Parvancorina montre une crête longitudinale le long de son axe de symétrie. Cette crête sur les fossiles qui ne sont pas aplatis est saillante. Vers la partie antérieure des fossiles (« tête »), deux crêtes en quart de cercle partent de la crête axiale pour former un arc semi-circulaire, ce qui aboutit à une forme globale en ancre. Il vivait apparemment fixé au fond de mer.
Les différentes espèces mesurent environ 1 centimètre en large comme en long, au maximum 2 centimètres.

## Taxonomie
La position phylogénique de Parvancorina a d'abord été recherchée auprès de trilobites primitifs, arthropodes datant du Cambrien, comme Skania fragilis des schistes de Burgess au Canada ou Primicaris larvaformis des schistes de Maotianshan en Chine,,.

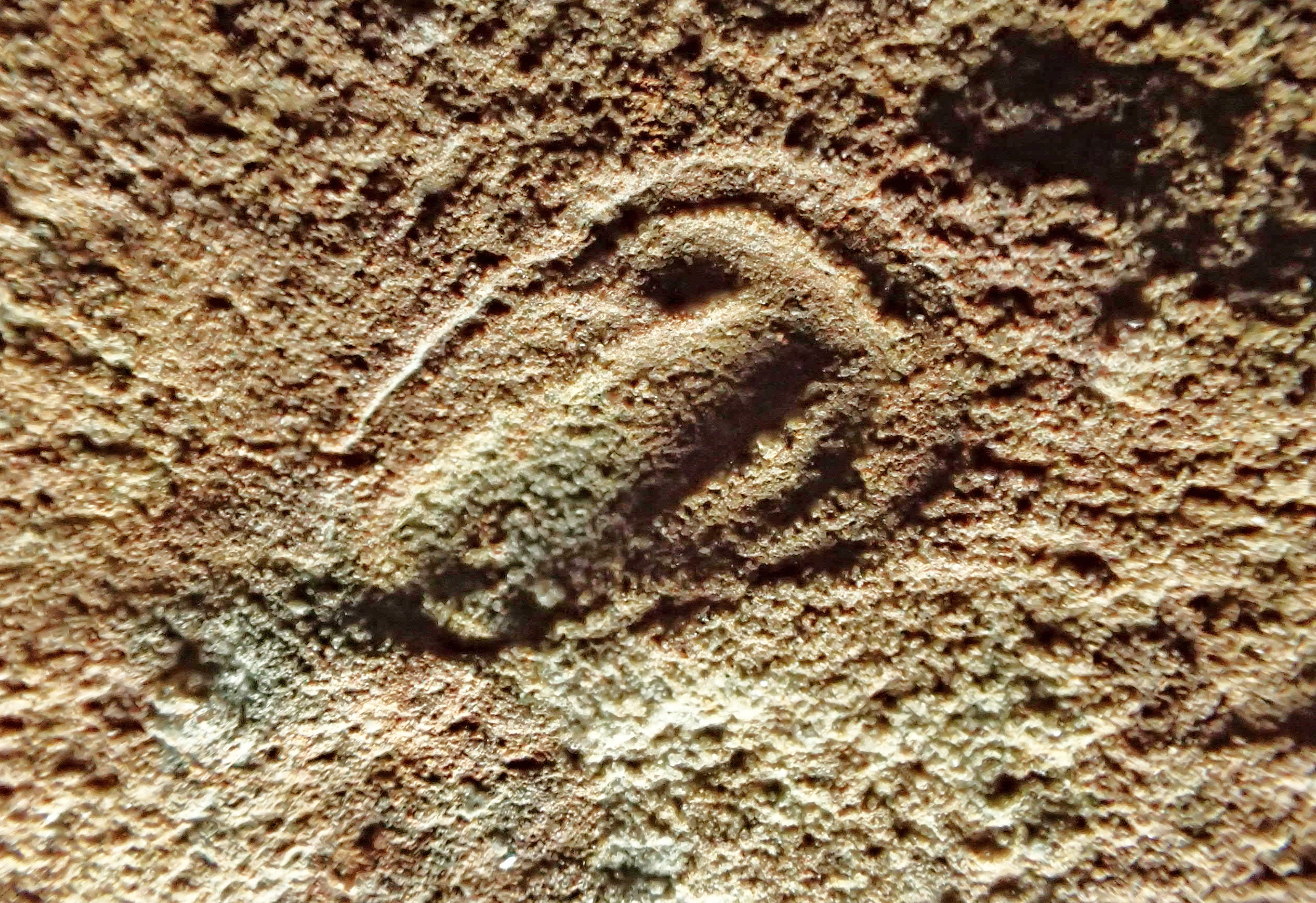
Spécimen de Parvancorina sagitta.

Une étude de E. B. Naimark et A. Yu. Ivantsov, en 2009, basée sur l'examen de nombreux fossiles a démontré que l'apparition de la structure en forme d'ancre se faisait graduellement chez les formes juvéniles, ce qui pour ces auteurs est incompatible avec le rattachement de Parvancorina à l'embranchement des arthropodes.
A. Y. Ivantsov avait par ailleurs, dès 2004, souligné la forte similitude du petit P. sagitta avec un genre de bilatériens primitifs, ressemblant à un mollusque, appelé Temnoxa. D'autres similitudes notées avec des parties de Kimberella, genre fossile de l'Édiacarien possiblement rattaché aux mollusques, jettent un doute supplémentaire sur l'affinité de Parvancorina avec les arthropodes.